# Hotaşlar, Kepsut
Hotaşlar là một xã thuộc huyện Kepsut, tỉnh Balıkesir, Thổ Nhĩ Kỳ. Dân số thời điểm năm 2010 là 1.4 người.